# Александров, Николай Александрович (фармацевт)
Никола́й Алекса́ндрович Алекса́ндров (1858—1936) — русский и советский фармаколог, профессор.

## Биография
Родился 2 (14) июля 1858 в Москве в квартире акушерки Н. Д. Ступиной (жены московского купца 3-й гильдии И. Я. Ступина). Поскольку мать оставила младенца, Ступины несколько лет воспитывали его в своей семье. Среднее образование получал в Орловской, а затем в 6-й Московской гимназии, которую все-таки не окончил. Но в 1876 году он выдержав экзамены на медицинском факультете Московского университета получил степень аптекарского помощника и возможность быть вольнослушателем факультета. Прослушав трёхлетний курс он сдал университетский экзамен на звание провизора.
В 1888 году по ходатайству физико-математического факультета Московского университета он был утверждён сверхштатным лаборантом химической лаборатории отделения неорганической химии — без содержания — проводил занятия студентов у профессора А. П. Сабанеева. В 1890 году «Русское общество акклиматизации животных и растений» за работы по исследованию пчелиного воска, его суррогатов и примесей присудила ему Большую серебряную медаль.
В 1891 году он защитил в Московском университете магистерскую диссертацию «Материалы к вопросу о молекулярном весе яичного альбумина».
В 1892 году был назначен надзирателем и репетитором Московской земледельческой школы.
В 1894—1900 годах — доцент химии и фармации в Юрьевском ветеринарном институте; начал читать курс органической и неорганической химии, а с 1895 года — медицинскую химию. Из-за трений на национальной почве в 1900 году он был переведён, после командировки в Германию, экстраординарным профессором в Томский университет — по кафедре фармации и фармакогнозии; с 1907 года — ординарный профессор.
В годы Первой мировой войны возглавлял созданную при университете комиссию по борьбе с удушливыми газами, завод по производству цианистого водорода, жёлтой кровяной соли и металлического натрия. По поручению Томской городской думы организовал получение аспирина, ксероформа, мышьяково-кислого натрия, цианистой ртути и хлороформа для нужд муниципальных аптек города.
В 1917 году вышел на пенсию, однако впоследствии продолжил преподавательскую деятельность: в 1923—1924 годах читал курс химии и заведовал лабораторией аналитической химии на физико-математическом факультете Томского университета; с 1924 года преподавал фармацию в Сибирском фармакологическом техникуме, одним из организаторов которого был.
Награждён орденами Св. Владимира 4-й ст., Св. Анны 3-й ст., Св. Станислава 3-й ст.
Им была открыта новая реакция на кобальт и исследован состав нового комплексного соединения кобальта, разработаны методы анализа II и III аналитических групп катионов в присутствии фосфорной кислоты, а также способ обнаружения бария и стронция в присутствии ионов всей III аналитической группы.
Он был прекрасным музыкантом. Его учителем по теории композиции был А. С. Аренский. Помимо московской консерватории он учился в Германии. Александров обладал абсолютным слухом; прекрасно играл на фортепиано и скрипке. В Томске он читал лекции по истории музыки в частной музыкальной школе, Томской народной консерватории и музыкальном техникуме, а также в Народном университете им. П. И. Макушина. Был действительным членом Томского отделения Императорского Русского музыкального общества.
Умер 6 сентября 1936 года. Похоронен на Введенском кладбище (20 уч.).

## Семья
Жена — пианистка Анна Яковлевна Александрова-Левенсон (1856—1930), сестра музыкального критика О. Я. Левенсона, ученица П. И. Чайковского. У них была дочь Ольга и сыновья: Владимир и Анатолий.